# Beata Michalec
Beata Barbara Michalec (ur. 17 lutego 1964 w Warszawie) – polska historyczka, działaczka społeczna i samorządowa, polityczka, autorka książek historycznych dotyczących Warszawy oraz artykułów z zakresu varsavianistyki.

## Życiorys
Ukończyła studia na Wydziale Pedagogicznym Uniwersytetu Warszawskiego, następnie podyplomowe studia w Centrum Studiów Samorządu Terytorialnego i Rozwoju Lokalnego Uniwersytetu Warszawskiego. Kontynuowała naukę na studiach podyplomowych z zakresu ochrony środowiska na Wydziale Biologii UW. W 2016 ukończyła studia doktoranckie na Wydziale Historycznym Akademii Humanistycznej im. Aleksandra Gieysztora w Pułtusku, przedstawiła przygotowaną pod kierunkiem prof. Janusza Szczepańskiego pracę Tekla z Bądarzewskich Baranowska. Zapomniana kompozytorka z Mazowsza i uzyskała stopień doktora nauk humanistycznych w zakresie historii. 
Jest adiunktem w Instytucie Historii w Akademii Finansów i Biznesu Vistula, w latach 2013-2019 pełniła funkcję społecznego prezesa Towarzystwa Przyjaciół Warszawy. W latach 2010–2012 społeczna przewodnicząca konkursu „Warszawa w kwiatach i zieleni”, od 2013 przewodnicząca tego konkursu, w 2013 była pomysłodawczynią i organizatorką I Kongresu Towarzystw Przyjaciół Miast, Miasteczek i Ziem Mazowsza. Zainicjowała stworzenie certyfikatu „Varsavianistyczna szkoła”, który jest przyznawany od 2014 przez Towarzystwo Przyjaciół Warszawy warszawskim placówkom oświatowym za realizację edukacji dotyczącej miasta. Była pomysłodawczynią symbolicznej nagrody finansowej dla Powstańców Warszawskich, z jej inicjatywy reaktywowano plebiscyt „Warszawianka Roku”. Jako pierwsza wnioskowała w 2017 do Rady Warszawy o powołanie Domu Wsparcia dla Powstańców Warszawy., z jej inicjatywy powstał pomnik Jana Zachwatowicza oraz upamiętniono ks. Jana Golędzinowskiego poprzez nazwanie jego imieniem skweru i umieszczenie na nim tablicy pamiątkowej.
W wyborach samorządowych w 2002 bez powodzenia ubiegała się o mandat radnej dzielnicy Ochota z listy komitetu Unia dla Warszawy. Następnie wstąpiła do Platformy Obywatelskiej. W 2018 i 2024 została wybrana radną Rady Miasta Stołecznego Warszawy z listy Koalicji Obywatelskiej. W wyborach parlamentarnych w 2023 bez powodzenia ubiegała się z ramienia KO o mandat poselski.
Pełniła funkcję zastępcy dyrektora ds. programowych Muzeum Niepodległości w Warszawie. W 2025 została powołana przez marszałka województwa mazowieckiego Adama Struzika na stanowisko pełniącego obowiązki dyrektora Muzeum Literatury im. Adama Mickiewicza w Warszawie. Jej nominacja, wbrew wynikom konkursu na to stanowisko wygranego przez Agnieszkę Celedę, wywołała protesty m.in. Stowarzyszenia Pisarzy Polskich, Obywatelskiego Forum Sztuki Współczesnej i Komitetu Narodowego ICOM – Międzynarodowej Rady Muzeów.

## Członkostwo
- Rada Naukowa, Dyscyplina Historia AFiB Vistula[2],
- Komisja Historyczna Towarzystwa Przyjaciół Warszawy[3],
- Rada Muzeum Powstania Warszawskiego,
- Rada Programowa TVP „Polonia”[2],
- Rada Programowa „Biuletynu Informacyjnego Światowego Związku Żołnierzy Armii Krajowej”[2],
- Społeczna Rada Ochrony Dziedzictwa Kulturowego przy Prezydencie m.st. Warszawy w latach 2015−2020[2].
- Zastępca redaktora naczelnego czasopisma naukowego „Niepodległość i Pamięć”[2].
- Towarzystwo Przyjaciół Warszawy (od 2006)[3],
- Towarzystwo Miłośników Historii w Warszawie (od 2017),
- Stowarzyszenie Muzealników Polskich - Oddział Mazowiecki (od 2020).

## Odznaczenia
- Kombatancki Krzyż Pamiątkowy – Zwycięzcom[1];
- Medal im. Zygmunta Jana Rumla[1];
- Kombatancki Krzyż Zwycięstwa[1];
- Medal Pamiątkowy „Pro Masovia”[1];
- Medal Komisji Edukacji Narodowej[1];
- Brązowy Medal „Zasłużony Kulturze Gloria Artis”[1];
- Medal „Zasłużony dla Miasta Mławy”[1];
- Odznaką Honorową „Zasłużony dla Warszawy”[1];
- Odznaką „Przyjaciel Dziecka"[1];
- Medal im. dr. Henryka Jordana[1];
- Nagroda Marszałka Województwa Mazowieckiego (2016)[1].

## Twórczość

### Monografie naukowe
- Tekla z Bądarzewskich Baranowska. Autorka nieśmiertelnej La prière d’une vierge. Miejsca. Czas i Ludzie, wyd. Ekbin Studio PR, Warszawa 2012.
- Tekla z Bądarzewskich Baranowska. Zapomniana kompozytorka z Mazowsza, wyd. Akademia Humanistyczna im. Aleksandra Gieysztora, Pułtusk 2016.
- Stefan Starzyński - gospodarz stolicy w latach 1934-1939, Muzeum Niepodległości, Warszawa 2021.
- Ks. kanonik Jan Golędzinowski – duchowny, społecznik, radny Warszawy, więzień Pawiaka, Auschwitz i Dachau, Wydawnictwo Muzeum Niepodległości, Warszawa 2022.

### Rozdziały w monografiach naukowych
- Plakaty dotyczące rozpoczęcia roku szkolnego w minionej epoce PRL, [w:] Witaj Szkoło! Na inaugurację roku w czasach PRL. Plakaty z kolekcji Muzeum Niepodległości, red. T. Skoczek, Wydawnictwo Muzeum Niepodległości, Warszawa 2023.
- Warszawska straż ogniowa we wrześniu 1939 roku, [w:] Ochotnicze Straże Pożarne. Pamięć. Historia. Współczesność, red. J. Gmitruk, T. Skoczek, Wydawnictwo Muzeum Niepodległości, Warszawa 2023.
- Pamięć o Norwidzie, [w:] Z Głębokości. Prace ofiarowane ks. prof. dr. hab. Henrykowi Skorowskiemu, red. J. Gmitruk, T. Skoczek, ks. J. Zając, Muzeum Niepodległości w Warszawie, Muzeum Historii Polskiego Ruchu Ludowego, Warszawa 2023.
- Życie muzyczne na Mazowszu i w Płocku - w I połowie XIX wieku, [w:] Polonia - etnografia polityczna - niepodległość. Księga dedykowana Janowi Sękowi, red. J. Gmitruk, Z. Judycki, T. Skoczek, Wydawnictwo Muzeum Niepodległości, Warszawa 2023.
- Wstęp, [w:] Gabriel Narutowicz (1865-1922) - pierwszy Prezydent Rzeczypospolitej Polskiej. W stulecie wyboru i śmierci, red. B. Michalec, T. Skoczek, Wydawnictwo Muzeum Niepodległości, Warszawa 2023.
- Wprowadzenie, [w:] Walery Eljasz-Radzikowski. Artysta i patriota, red. B. Michalec, T. Skoczek, Wydawnictwo Muzeum Niepodległości, Warszawa 2023.
- Pamięć historyczna i przestrzeń miejska, [w:] Sapere Auso. Księga jubileuszowa Profesora Janusza Szczepańskiego, red. J. Załęczny, M. Milewska, Wydawnictwo Akademii Humanistycznej, Pułtusk 2022.
- Towarzystwo Przyjaciół Warszawy mecenasem twórczości Tekli Bądarzewskiej, [w:] Księga Pamiątkowa ofiarowana prof. zw. dr. hab. Marianowi Markowi Drozdowskiemu w 90. rocznicę urodzin i 60. rocznicę pracy naukowej, red. L. M. Krześniak, T. Skoczek, Muzeum Niepodległości, Warszawa 2022.
- Polegli Niepokonani. Pamięć zbiorowa − miasto nie zapomniało, [w:] Dziś idę walczyć mamo... 78. rocznica wybuchu Powstania Warszawskiego, red. B. Michalec, T. Skoczek, Muzeum Niepodległości, Warszawa 2022.
- Krzyk z otchłani piekła. O borykaniu się z brakiem tożsamości i pamięcią upokorzenia, [w:] Warszawo ma... 79. rocznica wybuchu powstania w getcie warszawskim, red. B. Michalec, T. Skoczek, Muzeum Niepodległości, Warszawa 2022.
- Świadomość wspólnoty narodowej. Pamięć o Powstaniu Styczniowym w dwudziestoleciu międzywojenny, [w:] Powstanie Styczniowe. Kraj i Litwa pogrążyły się w żałobie narodowej, red. B. Michalec, T. Skoczek, Muzeum Niepodległości, Warszawa 2022.
- Pamięć o powstaniu listopadowym za czasów prezydenta Stefana Starzyńskiego, [w:] Ostatnie szańce. Powstanie listopadowe, red. B. Michalec, T. Skoczek, Muzeum Niepodległości, Warszawa 2022.
- Dziewczyna, która oddała swoją twarz Syrence Warszawskiej, [w:] Krystyna Krahelska. Dziewczyna, która oddała swoją twarz Syrence Warszawskiej, red. T. Skoczek, Muzeum Niepodległości, Warszawa 2022.
- Społeczny ruch naukowy w Towarzystwie Przyjaciół Warszawy. Najlepsze varsaviana i doroczne spotkania varsavianistów w latach 1964–1989, [w:] Społeczny ruch naukowy w procesie zmiany, red. I. Hofman, Z. Kruszewski, Polska Akademia Nauk, Warszawa 2021.
- Pierwsze radne warszawskie i radomskie w okresie II Rzeczypospolitej, [w:] Doświadczenie, problemy i wyzwania polskiej samorządności terytorialnej, red. P. Barciak, Akademia Humanistyczno-Ekonomiczna w Łodzi, Łódź 2021.
- Polscy obrońcy skarbów kultury - prof. Stanisław Lorentz i prof. Jan Zachwatowicz, [w:] Gorzki smak zwycięstwa. Polski bilans II wojny światowej, red. J. Gmitruk, T. Panecki, T. Skoczek, J. Smoliński, Muzeum Niepodległości w Warszawie, Muzeum Historii Polskiego Ruchu Ludowego, Warszawa 2021.
- Ewa Pohoska - heroiczna i utalentowana córka wiceprezydenta Warszawy, [w:] Pokolenie Kolumbów. Krzysztof Kamil Baczyński znany i nieznany oraz pozostali poeci Powstania Warszawskiego, red. B. Michalec, T. Skoczek, Muzeum Niepodległości w Warszawie, Warszawa 2021.
- To oni przywrócili pamięć o Norwidzie, [w:] Norwid widziany dzisiaj, red. B. Michalec, T. Skoczek, Muzeum Niepodległości w Warszawie, Warszawa 2021.
- Życie codzienne kobiet w 20-leciu międzywojennym na łamach Tygodnika Ilustrowanego, [w:] Na łamach „Tygodnika Ilustrowanego” – ilustracja, doniesienia prasowe, moda i reklama', red. T. Skoczek, Muzeum Niepodległości w Warszawie, Warszawa 2021.
- Wielka Warszawa. Od peryferii miasta do wizji europejskiej stolicy, [w:] W sercu Mazowsza, red. B. Michalec, T. Skoczek, Muzeum Niepodległości w Warszawie, Warszawa 2021.
- Z kart historii Warszawskiej Straży Ogniowej, [w:] Analiza strategiczna Florian 2050, red. B. Romanowski, M. Skowron, M. Zalewski, ZG Związku Ochotniczych Straży Pożarnych RP, Warszawa 2021.